# Немша (Сибињ)
Немша (рум. Nemșa) насеље је у Румунији у округу Сибињ у општини Мошна. Oпштина се налази на надморској висини од 428 m.

## Становништво
Према подацима из 2002. године у насељу је живело 558 становника.

### Попис2002.
| Расподела становништва по националности 2002.‍ | Расподела становништва по националности 2002.‍ | Расподела становништва по националности 2002.‍ | Расподела становништва по националности 2002.‍ | Расподела становништва по националности 2002.‍ |
| --------------------------------------------- | --------------------------------------------- | --------------------------------------------- | --------------------------------------------- | --------------------------------------------- |
|                                               |                                               |                                               |                                               |                                               |
| Румуни                                        | Румуни                                        |                                               | 138                                           | 24,7%                                         |
| Мађари                                        | Мађари                                        |                                               | 26                                            | 4,7%                                          |
| Роми                                          | Роми                                          |                                               | 384                                           | 68,8%                                         |
| Немци                                         | Немци                                         |                                               | 10                                            | 1,8%                                          |